# 大元駅

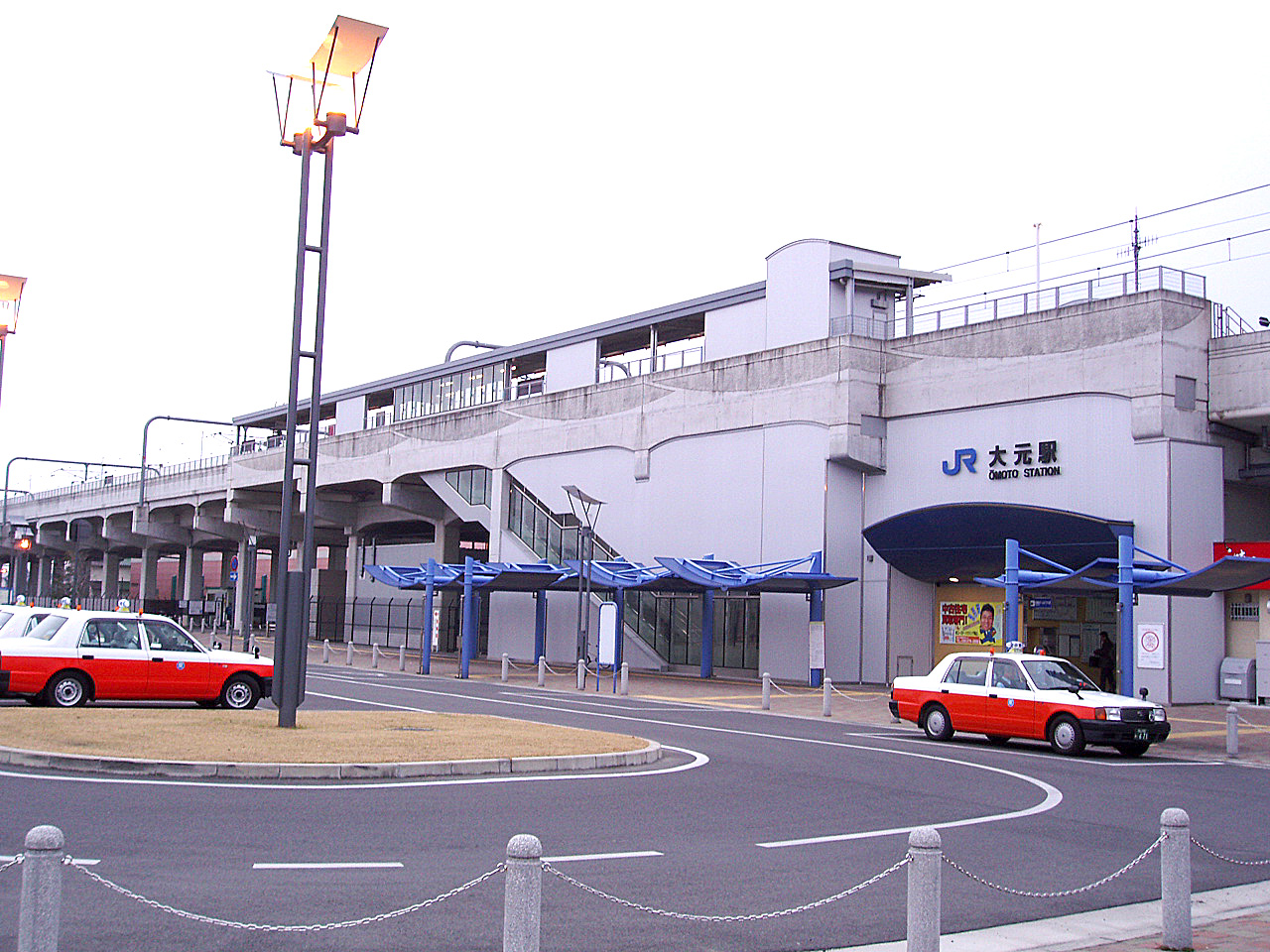
東口（2007年3月）

大元駅（おおもとえき）は、岡山県岡山市北区大元駅前にある、西日本旅客鉄道（JR西日本）宇野線の駅である。宇野方面に向かう「宇野みなと線」と、本四備讃線に直通する「瀬戸大橋線」の、双方の愛称区間に含まれている。駅番号は宇野みなと線がJR-L02、瀬戸大橋線がJR-M02。
かつては岡山臨港鉄道がここから出ていた。また、岡山操車場（現：岡山貨物ターミナル駅）への連絡線もあったが、1984年（昭和59年）にいずれも廃止されている。

## 歴史
- 1910年（明治43年）6月12日：官設鉄道宇野線の鹿田駅（しかたえき）として開業[1][注釈 1]。
- 1925年（大正14年）3月6日：宇野線のルート変更に伴い移転、同時に大元駅へ改称[2]。
  - 当初は駅の所在地名を取って「西古松駅」となる予定だったが、黒住教の圧力により開業直前に現駅名になったとされる[3]。
- 1951年（昭和26年）8月1日：岡山臨港鉄道開業[4]。
- 1970年（昭和45年）4月5日：貨物の取り扱いを廃止[1]。
- 1984年（昭和59年）12月30日：岡山臨港鉄道廃止[4]。岡山操車場への連絡線も廃止。
- 1985年（昭和60年）3月14日：荷物扱い廃止[1]。
- 1987年（昭和62年）4月1日：国鉄分割民営化により、西日本旅客鉄道（JR西日本）の駅となる[1]。
- 1997年（平成9年）11月26日：駅高架化工事に着手[5]。
- 2001年（平成13年）12月16日：駅周辺3.3 kmの高架化により、駅構内の複線区間が1.9kmに延長された[6]。駅の位置が備前西市方向へ0.1 km移設[2][6]。
- 2007年（平成19年）
  - 7月6日：ICOCA対応の簡易型自動改札機を導入。
  - 9月1日：ICカード「ICOCA」の利用が可能となる。
- 2021年（令和3年）7月1日：駅業務がJR西日本岡山メンテックからJR西日本中国交通サービスへ移管される[7]。
- 2024年（令和6年）
  - 10月3日：みどりの窓口の営業を終了[8][9]。
  - 10月4日：みどりの券売機プラスを導入[8]。

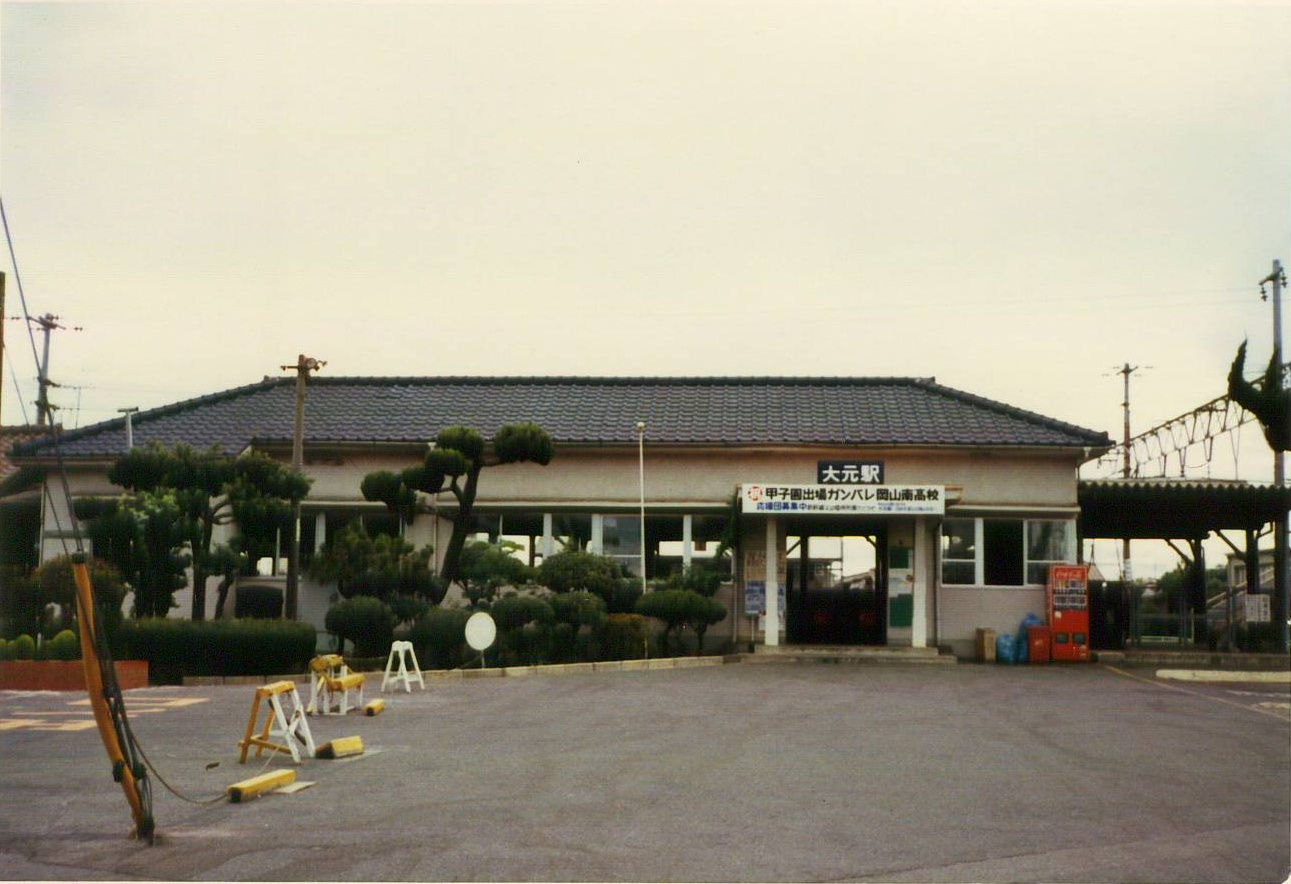
旧駅舎（1984年）

## 駅構造
相対式ホーム2面2線を持ち、列車交換が可能な高架駅。1階の改札から2階ホームへは階段もしくはエレベーターで移動する。行違い可能駅で、複線部分は駅の前後で1.9kmあり、走行しながらの行違いも可能。
岡山駅が管理し、JR西日本中国交通サービスが駅業務を受託する業務委託駅。みどりの券売機プラス設置。トイレは、男女別の水洗式。ICOCA利用可能駅（相互利用可能ICカードはICOCAの項を参照）。自動改札機は集札機能のない簡易式のため、降車客の乗車券は駅係員が集札する（係員不在時は集札箱に乗車券を投入する）。
過去に設置されていた駅スタンプは「宗忠神社」。

### のりば
| のりば | 路線                    | 方向 | 行先                 |
| ------ | ----------------------- | ---- | -------------------- |
| 1      | 瀬戸大橋線 宇野みなと線 | 上り | 岡山方面             |
| 2      | 瀬戸大橋線 宇野みなと線 | 下り | 児島・宇野・四国方面 |

※岡山駅 - 茶屋町駅間では備前西市・茶屋町・児島方面発着系統が「瀬戸大橋線」、宇野発着系統が「宇野みなと線」と案内される。
- かつては接近メロディとして『瀬戸の花嫁』が流れていたが、現在はJR西日本標準メロディのみである。

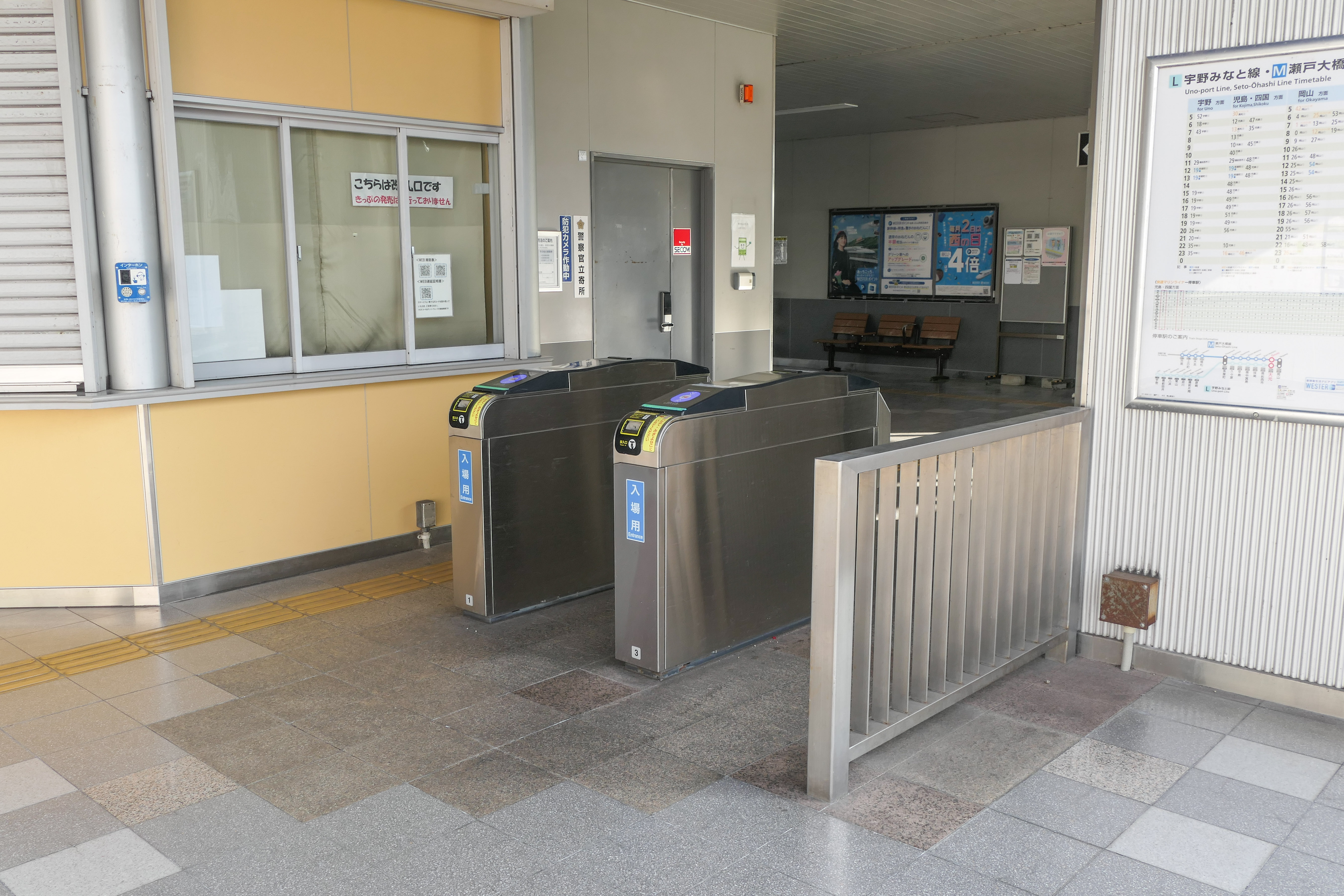
改札口（2024年12月）
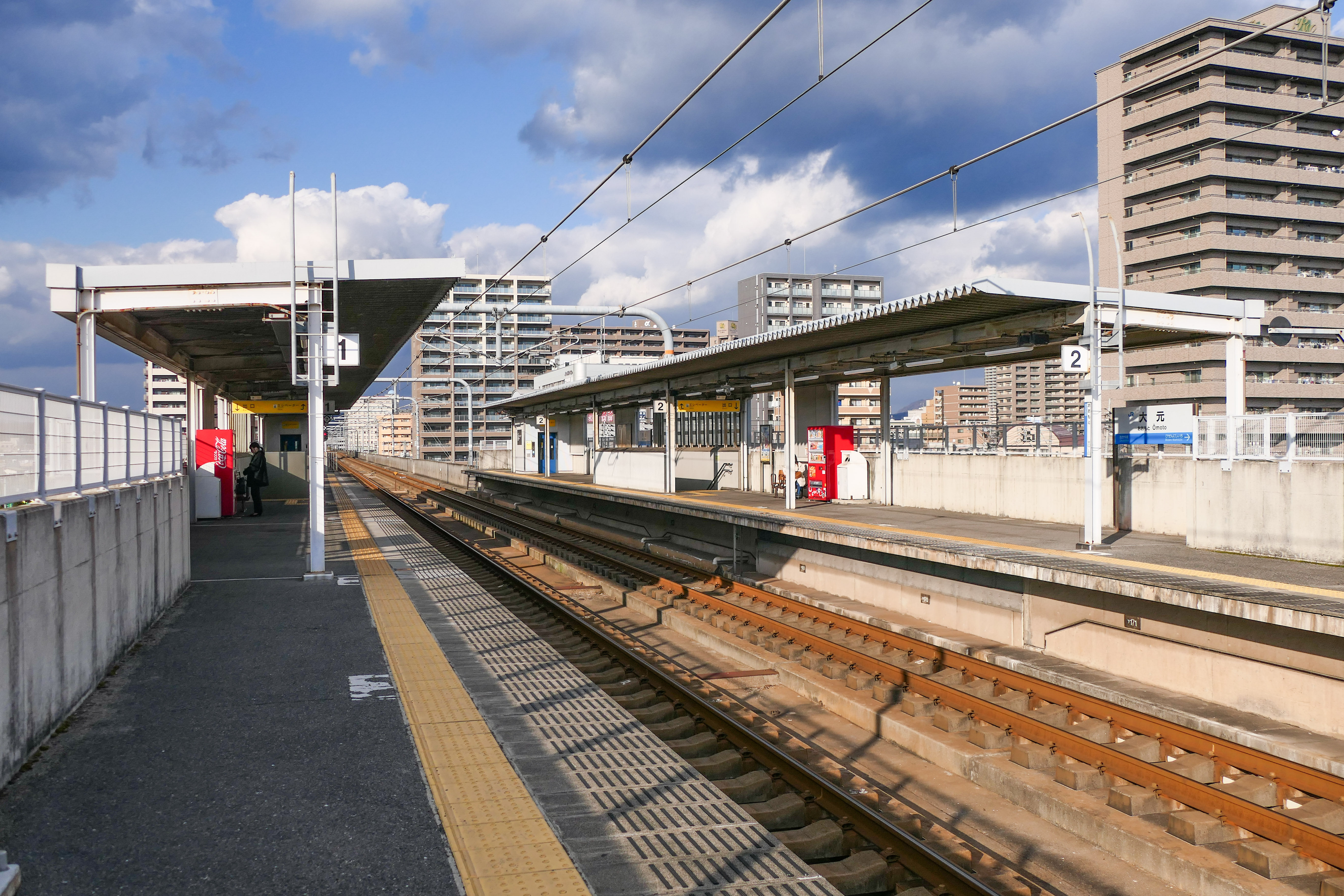
ホーム（2024年12月）

## 利用状況
1日の平均乗車人員は以下の通りである。
| 乗車人員推移 | 乗車人員推移 |
| 年度         | 1日平均人数  |
| ------------ | ------------ |
| 1999         | 963          |
| 2000         | 989          |
| 2001         | 1,030        |
| 2002         | 1,092        |
| 2003         | 1,121        |
| 2004         | 1,153        |
| 2005         | 1,238        |
| 2006         | 1,212        |
| 2007         | 1,197        |
| 2008         | 1,210        |
| 2009         | 1,198        |
| 2010         | 1,224        |
| 2011         | 1,223        |
| 2012         | 1,331        |
| 2013         | 1,425        |
| 2014         | 1,529        |
| 2015         | 1,672        |
| 2016         | 1,732        |
| 2017         | 1,766        |
| 2018         | 1,809        |
| 2019         | 1,837        |
| 2020         | 1,597        |
| 2021         | 1,678        |
| 2022         | 1,816        |
| 2023         | 1,957        |

## 駅周辺
岡山臨港鉄道の線路跡は国道30号線の交点まで「臨港グリーンアベニュー」という遊歩道となっている。
- 岡山西警察署大元駅前交番
- 宗忠神社
- 下津井電鉄本社
- マルナカ大元店
- 岡山県道173号大元停車場線
- 岡山県道174号大元停車場上中野線
- 岡山市北消防署
- 岡山地方法務局岡山西出張所
- 自動車事故対策機構岡山療護センター
- 岡山県精神科医療センター
- 幸町記念病院
- おおもと病院

## バス路線
「大元駅前」停留所の駅東口側の岡山県道174号大元停車場上中野線沿いにあり、岡山駅方面行き停留所は東口駅前広場前、妹尾方面行き停留所は幸町記念病院前に設置されている。また、「大元駅法務局入口」停留所は駅西口側にあり、駅から北西約100 mにある。
| のりば                  | 運行事業者        | 系統・行先                                                                                           | 備考                                                  |
| 大元駅前                | 大元駅前          | 大元駅前                                                                                             | 大元駅前                                              |
| ----------------------- | ----------------- | --- | ----------------------------------------------------- |
| 北行 （東口駅前広場前） | 岡電バス          | ■002：岡山駅 ■008：岡電高屋 ■013：天満屋                                                             | 「002」「008」「013」は健康づくり財団病院方面からの便 |
| 北行 （東口駅前広場前） | 岡電バス 下電バス | ■002：岡山駅 ■003・D80・D88・D89：天満屋                                                             | 両系統共に汗入方面からの便。共同運行                  |
| 南行 （幸町記念病院前） | 岡電バス          | ■013：田中野田 ■013：田中野田・健康づくり財団病院 ■043：火の見 ■053：重井病院 ■063：コンベックス岡山 | 「063」は土休日のみ運行                               |
| 南行 （幸町記念病院前） | 下電バス          | ■D88 (616)：興除営業所 ■D80 (617)：児島駅                                                            |                                                       |
| 南行 （幸町記念病院前） | 岡電バス 下電バス | ■043・D89 (615)：汗入                                                                                | 共同運行                                              |
| 大元駅法務局入口        |                   | |                                                       |
| 東行                    | 岡電バス          | ■002：岡山駅 ■023：天満屋 ■008：県庁                                                                 | 「008」は平日のみ運行                                 |
| 西行                    | 岡電バス          | ■023：中仙道西 ■023：中仙道西・北長瀬駅                                                              |                                                       |

## 隣の駅
西日本旅客鉄道（JR西日本）
 宇野みなと線（宇野線）・ 瀬戸大橋線（本四備讃線直通）
- ■快速「マリンライナー」停車駅（朝と深夜のみ停車）

■快速（岡山 - 茶屋町）・■普通
岡山駅 (JR-L01/JR-M01) - 大元駅 (JR-L02/JR-M02) - 備前西市駅 (JR-L03/JR-M03)

### かつて存在した路線
岡山臨港鉄道
岡山臨港鉄道線
大元駅 - 岡南新保駅